# Brachyrhaphis terrabensis
Brachyrhaphis terrabensis es un pez de la familia de los pecílidos en el orden de los ciprinodontiformes.

## Morfología
Los machos pueden alcanzar los 6 cm de longitud total.

## Distribución geográfica
Se encuentran en Centroamérica: desde Costa Rica hasta Panamá.